# 内卡河畔本宁根
内卡河畔本宁根是德国巴登-符腾堡州的一个市镇。总面积4.87平方公里，总人口5799人，其中男性2873人，女性2926人（2011年12月31日），人口密度1 191人/平方公里。